# Changji
| Basisdaten        | Basisdaten       |
| ----------------- | ---------------- |
| Großregion:       | Nordwestchina    |
| Autonomes Gebiet: | Xinjiang         |
| Status:           | Autonome Bezirk  |
| Einwohner:        | 1.613.585 (2020) |
| Fläche:           | 73.659 km²       |
|                   |                  |

Der Autonome Bezirk Changji der Hui-Nationalität (chinesisch 昌吉回族自治州, Pinyin Chāngjí Huízú Zìzhìzhōu; uigurisch سانجى خۇيزۇ ئاپتونوم ئوبلاستى / Sanji Huyzu Aptonom Oblasti) liegt im mittleren Norden des Uigurischen Autonomen Gebietes Xinjiang in der Volksrepublik China. Seine Hauptstadt ist Changji (昌吉市). Der Autonome Bezirk hat eine Fläche von 73.659 km² und 1.613.585 Einwohner (Stand: Zensus 2020).

## Administrative Gliederung
Auf Kreisebene setzt sich Changji aus zwei kreisfreien Städten, vier Kreisen und einem Autonomen Kreis zusammen. Diese sind (Stand: Zensus 2010):
- Stadt Changji (昌吉市 Chāngjí Shì), 7981,13 km², 426.253 Einwohner, Bezirkshauptstadt;
- Stadt Fukang (阜康市 Fùkāng Shì), 8545 km², 165.006 Einwohner;
- Kreis Hutubi (呼图壁县 Hūtúbì Xiàn), 9518,45 km², 210.201 Einwohner, Hauptort: Großgemeinde Hutubi (呼图壁镇);
- Kreis Manas (玛纳斯县 Mǎnàsī Xiàn), 9154,48 km², 237.558 Einwohner, Hauptort: Großgemeinde Manas (玛纳斯镇);
- Kreis Qitai (奇台县 Qítái Xiàn), 16.709,36 km², 210.566 Einwohner, Hauptort: Großgemeinde Qitai (奇台镇);
- Kreis Jimsar (吉木萨尔县 Jímùsà'ěr Xiàn), 8169,86 km², 113.284 Einwohner, Hauptort: Großgemeinde Jimsar (吉木萨尔镇);
- Kasachischer Autonomer Kreis Mori (木垒哈萨克自治县 Mùlěi Hāsàkè Zìzhìxiàn), 13.582 km², 65.719 Einwohner, Hauptort: Großgemeinde Mori (木垒镇).

## Ethnische Gliederung der Bevölkerung (2000)
Beim Zensus im Jahre 2000 hatte Changji 1.503.097 Einwohner (Bevölkerungsdichte: 19,49 Einw./km²).
| Name des Volkes | Einwohner | Anteil  |
| --------------- | --------- | ------- |
| Han             | 1.129.384 | 75,14 % |
| Hui             | 173.563   | 11,55 % |
| Kasachen        | 119.942   | 7,98 %  |
| Uiguren         | 58.984    | 3,92 %  |
| Mongolen        | 6.062     | 0,4 %   |
| Dongxiang       | 2.908     | 0,19 %  |
| Mandschu        | 2.828     | 0,19 %  |
| Usbeken         | 2.189     | 0,15 %  |
| Sonstige        | 7.237     | 0,48 %  |